# Autofosforilação
Autofosforilação é um tipo de modificação pós-traducional de proteínas. É geralmente definida como a fosforilação da cinase por si só. Em eucariotos, esse processo ocorre pela adição de um grupo fosfato a resíduos de serina, treonina ou tirosina dentro de proteínas cinases, normalmente para regular a atividade catalítica. A autofosforilação pode ocorrer quando o próprio sítio ativo de uma cinase catalisa a reação de fosforilação (autofosforilação cis), ou quando outra cinase do mesmo tipo fornece o sítio ativo que realiza a química (autofosforilação trans). Esta última ocorre frequentemente quando as moléculas de cinase dimerizam. Em geral, os grupos fosfato introduzidos são fosfatos gama de trifosfatos de nucleosídeos, mais comumente ATP.

## Função
As proteínas cinases, muitas das quais são reguladas pela autofosforilação, são vitais no controle da proliferação celular, diferenciação, metabolismo, migração e sobrevivência. Mutações nos genes que as codificam ou em seus potenciais ativadores ou repressores podem afetar inúmeras funções dentro de um organismo. A fosforilação é facilmente revertida pelas fosfatases. Portanto, é um método eficaz para ligar e desligar a atividade da cinase. Por isso, é reconhecido como um processo essencial na sinalização celular. A adição de um grupo fosfato carregado negativamente provoca uma mudança no microambiente que pode levar à atração ou repulsão de outros resíduos ou moléculas. O resultado pode ser uma mudança conformacional para expor ou ocultar assentos catalíticos ou alostéricos da superfície. Se o resíduo fosforilado residir dentro do próprio assento catalítico, ele pode facilitar ou impedir a ligação do substrato por meio da interação de carga, ou fornecendo ou impedindo formas complementares necessárias para o reconhecimento molecular. Além disso, o grupo fosfato produz várias áreas potenciais para ligação de hidrogênio ou estabelecimento de pontes salinas, das quais esta última geralmente envolve um resíduo de arginina.
A ligação de moléculas efetoras pode ser afetada de maneira semelhante se o resíduo fosforilado fizer parte do sítio alostérico. A autofosforilação também foi relatada como tendo um efeito na capacidade da célula de endocitose e proteólise.

## Processo e estrutura
As cinases são fosforiladas em resíduos de serina e/ou treonina, ou somente em resíduos de tirosina. Isso serve como um meio de classificá-las como cinases Ser/Thr- ou Tyr. Vários resíduos dentro da estrutura primária podem ser autofosforilados simultaneamente. Os fosfoaceptores frequentemente residem dentro de laços na estrutura da proteína apropriadamente denominados laços de ativação. As estruturas de alguns complexos de autofosforilação são conhecidas a partir de cristais de cinases de proteína nos quais o sítio de fosforilação (Ser, Thr ou Tyr) de um monômero no cristal está situado no sítio ativo de outro monômero do cristal de maneira semelhante às estruturas conhecidas de peptídeo-substrato/cinase. As estruturas conhecidas incluem:
- Sítios de fosforilação de Tyr em regiões justamembrana:
  - cKIT humano, Tyr568 (PDB: 1PKG)[5]
  - CSF1R humano, Tyr561 (PDB: 3LCD, homólogo ao sítio cKIT)[4][6]
  - EPHA2 humano, Tyr594 (PDB: 4PDO, dois resíduos após os locais cKIT e CSF1R)[4]
- Sítios de fosforilação de Tyr em regiões de inserção de quinase:
  - FGFR1 humano, Tyr583 (PDB: 3GQI)[7]
  - FGFR3 humano, Tyr577 (PDB: 4K33, homólogo ao sítio FGFR1,[4] interface de domínio idêntica à estrutura FGFR1)[8]
- Sítios de fosforilação de Tyr em loops de ativação:
  - IGF1R humano, Tyr1165 (PDB: 3D94)[9]
  - IGF1R humano, Tyr1166 (PDB: 3LVP)[4][10]
  - LCK humano, Tyr394 (PDB: 2PL0, homólogo ao sítio Tyr1165 do IGF1R)[4][11]
- Sítios de fosforilação de Ser/Thr em loops de ativação:
  - PAK1 humano, Thr423 (PDB: 3Q4Z, 4O0R, 4O0T, 4P90, 4ZLO, 4ZY4, 4ZY5, 4ZY6, 5DEY; as estruturas 4ZY4 e 4ZY5 fornecem coordenadas completas para o loop de ativação do substrato)[4][12][13][14][15]
  - IRAK4 humano, Thr345 (PDB: 4U97, 4U9A)[16]
- Sítios de fosforilação Ser/Thr das caudas terminais N ou C:
  - C. elegans CaMKII, cauda C-terminal, Thr284 (PDB: 3KK8, 3KK9)[17]
  - CaMKII humano, cauda C-terminal, Thr287 (PDB: 2WEL, homólogo ao sítio C. elegans)[18]
  - CLK2 humano, cauda N-terminal, Ser142 (PDB: 3NR9)[4]

Em geral, as estruturas da fosforilação de laços internos requerem interações significativas entre domínios, conforme confirmado por mutagênese dirigida ao sítio. Por outro lado, a fosforilação de posições nas caudas terminais N ou C, a mais de 10 aminoácidos do domínio quinase, não exige essas interações entre domínios distantes do sítio de ligação do substrato.

## Vias de sinalização e trans-autofosforilação
Entre várias moléculas, as Receptoras de Tirosina Quinases (RTKs) desempenham um papel crítico na transdução de sinais por meio de uma variedade de vias de sinalização. Todas as RTKs consistem em uma região de ligação de ligante extracelular, uma única hélice transmembrana e uma região citoplasmática (o domínio da tirosina quinase). Antes da estimulação do ligante, a maioria das RTKs se apresenta como um monômero na superfície das células. A ligação do ligante ao domínio extracelular induz a dimerização. A dimerização das RTKs leva à autofosforilação da tirosina no núcleo catalítico do dímero e, finalmente, à estimulação da atividade da tirosina quinase e da sinalização celular. Portanto, é um exemplo de uma reação de trans-autofosforilação, onde uma subunidade do receptor do dímero fosforila a outra subunidade.

### Exemplos de RTKs que sofrem autofosforilação

#### Receptor do fator de crescimento epidérmico
Um exemplo de RTKs que sofrem autofosforilação é o receptor do fator de crescimento epidérmico (EGFR). O EGFR foi o primeiro exemplo descoberto de RTKs. Após a ligação do ligante, ocorre uma mudança conformacional nos monômeros do EGFR. Isso leva à dimerização do EGFR. A dimerização aproxima os dois receptores. Isso estimula a atividade cinase do EGFR, o que leva à transautofosforilação em múltiplos resíduos de tirosina na extremidade C-terminal da molécula. O resíduo de tirosina fosforilado pode então servir como um local de ancoragem para proteínas de sinalização a jusante.

#### Receptores de insulina
Outro exemplo é a ligação da insulina aos receptores de insulina. Uma vez liberada na corrente sanguínea, a insulina pode se ligar a receptores na superfície das células nos músculos ou outros tecidos. Este receptor é uma proteína com uma estrutura quaternária (αβ)2. As duas grandes subunidades α são extracelulares, enquanto as subunidades β menores têm um domínio transmembrana, bem como domínios extra e intracelulares. Na ausência de insulina, os dois domínios intracelulares das subunidades β são relativamente distantes. A ligação com a insulina desencadeia uma mudança conformacional no receptor que os aproxima. Cada domínio intracelular da subunidade β é uma tirosina quinase que fosforila seu parceiro no receptor.

## Câncer

### Src cinases
As cinases da família Src são exemplos de proteínas que utilizam autofosforilação para sustentar seus estados ativados. As cinases Src estão envolvidas em vias de sinalização intracelular que influenciam o crescimento celular e a força de adesão celular. Esta última contribui para o controle da migração celular. Dessa forma, a desregulamentação da cinase src pode aumentar o crescimento tumoral e o potencial invasivo das células cancerosas. A atividade das cinases src é regulada tanto pela fosforilação quanto por interações intramoleculares envolvendo os domínios SH2 e SH3. O provável mecanismo de ativação da cinase src no câncer é o seguinte:
- 1. A cinase src é mantida em uma forma inativa através da ligação de SH2 a uma fosfotirosina
- 2. A desfosforilação de tyr-527 libera os domínios SH2 e SH3.
- 3. A autofosforilação subsequente de tyr-416 ativa a cinase.
- 4. A ativação constitutiva da cinase src observada no câncer pode ser devido à deleção de tyr-527, deslocamento de interações mediadas por SH3 e SH2 por ligantes de alta afinidade com tyr-416 constantemente autofosforilado.

### Ataxia telangiectasia cinase mutada (cinase ATM)
A cinase ATM, um membro da família de cinases serina/treonina semelhantes à PI3, desempenha um papel crítico na manutenção da estabilidade do genoma, que é de fundamental importância para a sobrevivência de todos os organismos. Ela exerce seu efeito fosforilando proteínas-alvo como P53, MDM2 e chk2. A ativação da ATM é facilitada pela autofosforilação. A ATM inativa existe como dímero, onde o domínio cinase de um monômero é ligado ao domínio interno do outro monômero, contendo ser-1981. Portanto, será inacessível a substratos celulares. Em resposta a danos no DNA, o domínio cinase de um monômero fosforila ser-1981 da outra ATM interagindo, resultando na dissociação da subunidade e ativação da ATM. A ATM ativada desencadeia uma sequência de eventos, incluindo a parada do ciclo celular, que permite tempo para o reparo do DNA danificado. Se o DNA danificado for deixado sem reparo, pode levar à morte celular ou instabilidade genômica, câncer e outras patologias.